# Strohwitwe (Art)
Die Strohwitwe (Vidua fischeri), auch Fischerwitwe genannt, ist eine Art aus der Familie der Witwenvögel. Während der Balzzeit zeigt die Art einen auffälligen Sexualdimorphismus. In Europa wird die Art gelegentlich als Ziervogel gehalten.

## Beschreibung
Die Weibchen der Strohwitwe erreichen eine Körperlänge von elf Zentimetern. Männchen sind etwas größer und haben eine Körperlänge von bis zu zwölf Zentimetern. Während der Balzzeit, wenn die Männchen ihren langen Schwanz tragen, haben sie eine Körperlänge von bis zu 31 Zentimetern.
Die Männchen haben im Prachtkleid eine beige Stirn und einen beigen Oberkopf. Auch die Körperunterseite sowie die langen Schwanzspitzen sind beige. Die Oberbrust und das restliche Körpergefieder ist schwarz, wobei zahlreiche Federn hellbraune Säume aufweisen. Die Männchen ähneln im Ruhekleid den Weibchen. Diese sind ganzjährig hellbraun und schwarzbraun gefiedert. Beide haben rote Schnabel und Füße. 

## Lebensweise und Verbreitung
Wie alle Witwenvögel ist auch die Strohwitwe ein Brutparasit der Prachtfinken. Der Wirtsvogel ist der Veilchenastrild. Strohwitwen sind polygame Vögel. Ein Männchen der Strohwitwe verpaart sich in der Regel mit drei bis sechs Weibchen.
Das Verbreitungsgebiet der Strohwitwe ist der Osten Afrikas und reicht dort vom Süden Äthiopiens und Somalia bis nach Tansania. Ihr Lebensraum sind mit Dornbüschen bewachsene Savannen.